# Bill Nieder
Bill Nieder, właśc. William Henry Nieder (ur. 10 sierpnia 1933 w Hempstead, zm. 7 października 2022 w Angels Camp) – amerykański lekkoatleta, kulomiot. Dwukrotny medalista olimpijski.

## Życiorys
Urodził się 10 sierpnia 1933 w Hempstead, w stanie Nowy Jork.
Był czołowym kulomiotem świata drugiej połowy lat 50. XX wieku i początku następnej dekady. Jego najgroźniejszymi rywalami byli rodacy: Parry O’Brien i Dallas Long. Z pierwszym przegrał na igrzyskach olimpijskich w 1956 w Melbourne i zdobył srebro, na kolejnych igrzyskach olimpijskich w Rzymie zamienili się miejscami. Z drugim wzajemnie odbierali sobie rekord świata w latach 1960–1962, a Nieder jako pierwszy człowiek w historii przekroczył granicę 20 metrów.
Był mistrzem Stanów Zjednoczonych (AAU) w 1957 oraz akademickim mistrzem USA (NCAA) w 1955. Po zakończeniu kariery lekkoatlety próbował sił w zawodowym boksie, ale w pierwszej (i jedynej) walce został znokautowany w 1. rundzie.
Zmarł 7 października 2022 w Angels Camp w Kalifornii.

## Rekordy życiowe
źródło:
- pchnięcie kulą – 20,06 m (1960)
- rzut dyskiem – 45,72 m (1955)